# Alfred Moquin-Tandon

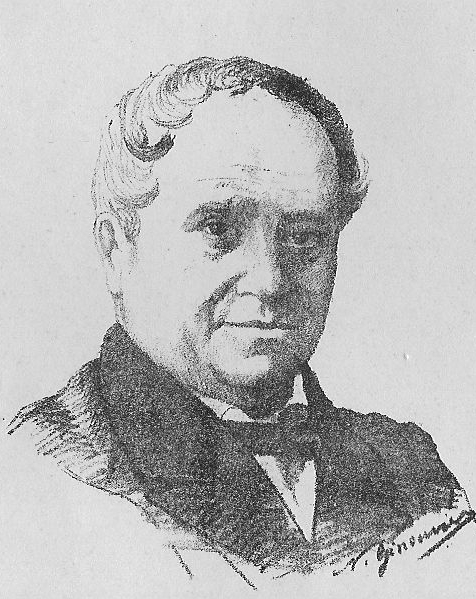
Alfred Moquin-Tandon

Christian Horace Bénédict Alfred Moquin-Tandon, Pseudonym Alfred Frédol, (* 7. Mai 1804 in Montpellier; † 15. April 1863 in Paris) war ein französischer Zoologe, Botaniker, Naturhistoriker, Arzt und Publizist. Sein offizielles botanisches Autorenkürzel lautet „Moq.“; zeitweise war auch das Kürzel „Moq. Tand.“ in Gebrauch.

## Leben und Wirken
Moquin-Tandon begann seine Berufslaufbahn als einfacher Kopist und Kassierer im Handelshaus Moquin-Tandon & Cie. Später studiert er insbesondere bei dem Botaniker Michel Félix Dunal (1789–1856) und erlangt am 9. Dezember 1826 den naturwissenschaftlichen Doktortitel, am 18. August 1828 den Doktor der Medizin.
Zunächst unterrichtete er von 1829 bis 1830 Zoologie am Gymnasium (Athénée) von Marseille, von 1833 bis 1838 war er an der Fakultät der Wissenschaften in Toulouse Professor für Naturgeschichte, von 1838 bis 1852 Professor für Botanik. Ab 1834 bis 1852 war er zugleich Direktor des Botanischen Gartens in Toulouse. Im Jahr 1850 sandte ihn die französische Regierung nach Korsika, um die Inselflora zu erforschen. 1853 wechselte er nach Paris, wo er die Naturgeschichte der Medizin lehrte, später Direktor des Jardin des Plantes und ab 1854 Vollmitglied der Académie des Sciences war. Alfred Moquin-Tandon war 1854 Gründungsmitglied der französischen botanischen Gesellschaft.
Er war verheiratet mit Joséphine Louise Moquin-Tandon, geb. de Terson (1819–1890). Nach seiner Frau benannte er die Pflanzengattung Tersonia Moq. aus der Familie der Gyrostemonaceae.
Moquin-Tandons Spezialgebiet waren Blutegel und Weichtiere, von denen er mehrere erstmals beschrieb.
Bei seinen Veröffentlichungen benutzte Moquin-Tandon verschiedene Pseudonyme. Von seinem Humor ist folgende Anekdote überliefert: 1836 gibt er in Toulouse das Werk Carya magalonensis heraus (neu aufgelegt 1844), wobei er es als Manuskript aus dem frühen 14. Jahrhundert ausgab. Er verwandte dazu die romanische Sprache in einer besonderen, damals um Toulouse gesprochenen Variante und legte von dem Werk nur 50 durchnummerierte Exemplare auf. Diese schmückte er mit einem „Faksimile“ des angeblichen Originalmanuskriptes, lithografierte, vergoldete und kolorierte sie eigenhändig. Die Täuschung war so perfekt, dass selbst Experten für romanische Sprache sich irreführen ließen.

## Ehrungen
Die Pflanzengattungen Moquinia DC. aus der Familie der Korbblütler (Asteraceae) sowie Moquiniella Balle aus der Familie der Riemenblumengewächse (Loranthaceae) sind nach ihm benannt worden. Auch die Pflanzengattungen Fredolia Coss. & Durieu ex Moq. & Coss. aus der Familie der Fuchsschwanzgewächse (Amaranthaceae), Moquiniastrum (Cabrera) G.Sancho aus der Familie der Korbblütler (Asteraceae) und Tannodia Baill. aus der Familie der Wolfsmilchgewächse (Euphorbiaceae) sind nach ihm benannt.

## Schriften (Auswahl)

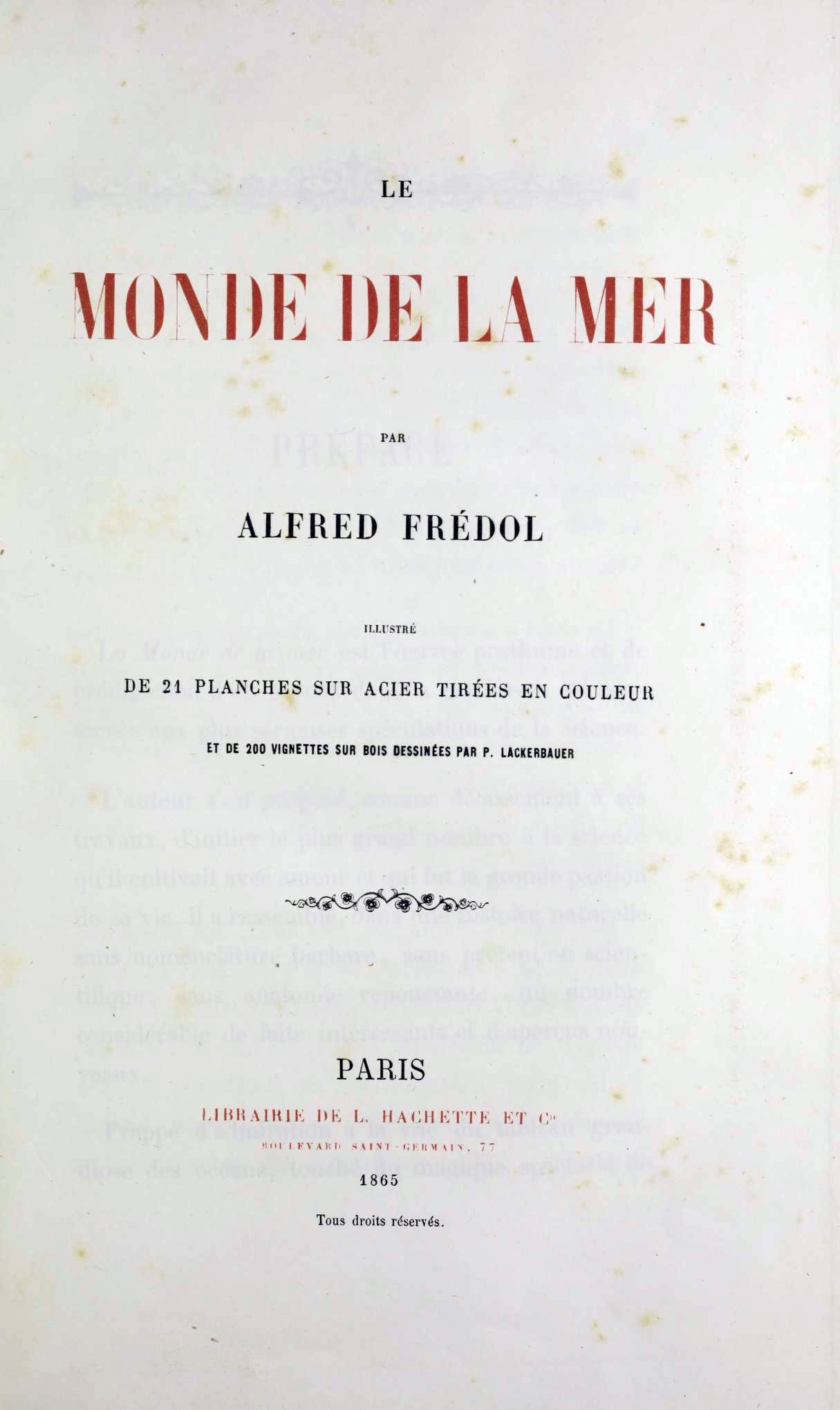
Monde de la mer, 1865

- Mémoires sur l'oologie, ou sur les œufs des animaux (Paris, 1824).
- Essai sur les dédoublemens ou multiplications d'organes dans les végétaux (Montpellier, 1826).
- Monographie de la famille des Hirudinées (Gabon, Paris, 1827).
- L'Histoire naturelle des îles Canaries (Paris, 1836–1844), zusammen mit Philip Barker Webb und Sabin Berthelot.
- Chenopodearum monographica enumeratio (P.-J. Loss, Paris, 1840).
- Moquin-Tandon leitete die Herausgabe der zweibändigen Las Flors del gay saber… (Toulouse, 1841).
- Éléments de tératologie végétale, ou Histoire abrégée des anomalies de l'organisation dans les végétaux (P.-J. Loss, Paris, 1841); ins Deutsche übersetzt durch Johann Conrad Schauer unter dem Titel: Pflanzen-Teratologie, Lehre von dem regelwidrigen Wachsen und Bilden der Pflanzen (Haude und Spener, Berlin, 1842).
- Salsolaceae. in: De Candolle (Hrsg.): Prodromus Systematis Naturalis Regni Vegetabilis 13(2):  S. 41–219. Masson, Paris, 1849. (eingescannt in BHL)
- Histoire naturelle des mollusques terrestres et fluviatiles de France, contenant des études générales sur leur anatomie et leur physiologie et la description particulière des genres, des espèces et des variétés (3 Bände, J.-B. Baillière, Paris, 1855).
- Éléments de zoologie médicale, contenant la description des animaux utiles à la médecine et des espèces nuisibles à l'homme (J.-B. Baillière, Paris, 1860, 2. Auflage 1862).
- Éléments de botanique médicale, contenant la description des végétaux utiles à la médecine et des espèces nuisibles à l'homme (J.-B. Baillière, Paris, 1861, 2. Auflage 1866).
- Unter Mitwirkung von Isidore Geoffroy Saint-Hilaire, erschienen unter dem Pseudonym Alfred Frédol: Le Monde de la mer (E. Martinet, Paris, 1863, zahlreiche weitere Auflagen bei L. Hachette, 1865, 1866 und 1881). Zahlreiche Illustrationen von verschiedenen Künstlern, vor allem von Lacerbauer und Riocreux.
- Un naturaliste à Paris 1834 notes sur mon séjour à Paris, Neuauflage 1999 bei Sciences en situation, Reihe „Sens de l'histoire“, ISBN 2908965119. (Über eine Parisreise, bei der er mit zahlreichen zeitgenössischen Naturwissenschaftlern zusammentraf, die er anschließend in diesen Erinnerungen stark kritisierte).